# Mesorregión del Este de Mato Grosso del Sur
La mesorregión del Este de Mato Grosso del Sur es una de las cuatro mesorregiones del estado brasileño de Mato Grosso del Sur. Es formada por la unión de diecisiete municipios agrupados en cuatro microrregiones.

## Microrregiones
- Cassilândia
- Nueva Andradina
- Paranaíba
- Tres Lagunas

- Datos: Q2542554